# 莞岛塔
34°18′39″N 126°45′59″E / 34.3109°N 126.7665°E
莞岛塔（英語:Wando Tower）是位于韩国全罗南道莞岛郡莞岛邑张保皋大道330号东望山附近多岛海日出公园（面积52,810m²）的瞭望塔，塔高76米。瞭望塔包含两层塔身和瞭望层。
莞岛塔于2008年9月竣工，站在塔上可欣赏多岛海美轮美奂的日出及日落。它还是欣赏莞岛港和薪智大桥等莞岛夜景的绝佳之地。
莞岛塔一层设置有特产品展示馆、合成影像拍摄厅、休息区及莞岛风景影像展示设施。二层设置有形象长椅、照相区、莞岛名人区以及眺望台。

## 可用設施
- 1樓 - 特產展示場、照相專區、休憩空間、餐飲部、販賣部、影片放映設施
- 2樓 - 影像長椅、照相專區、莞島代表人物介紹區
- 觀景樓層 - 觀景雙筒望遠鏡

## 利用时间
- 06月 ~ 09月： 09时 ~ 22时
- 10月 ~ 05月： 09时 ~ 21时